# Siegburger Abtei-Liqueur

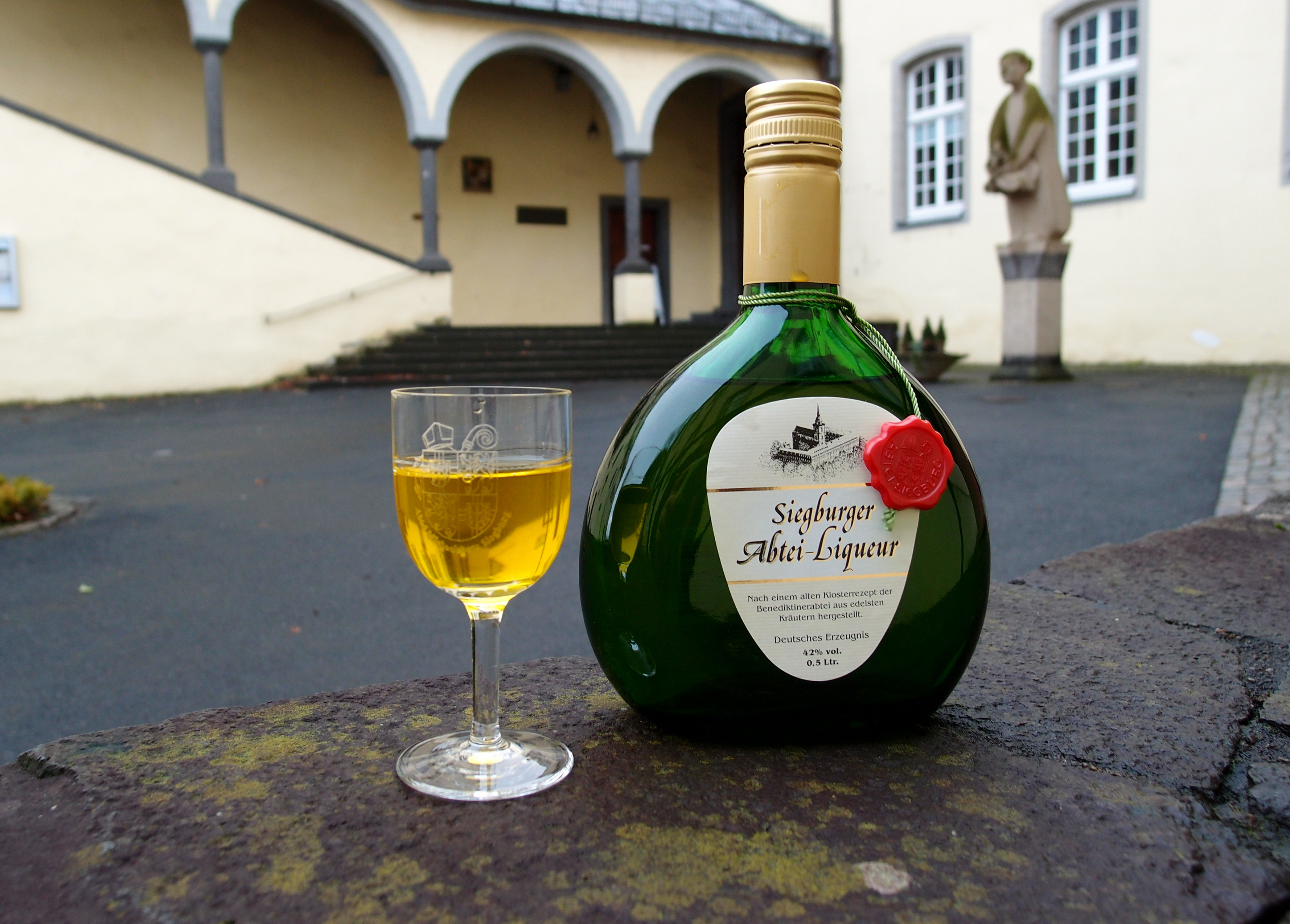
Siegburger Abtei-Liqueur, 2013

Der Siegburger Abtei-Liqueur ist ein Kräuterlikör, der in der nordrhein-westfälischen Kreisstadt Siegburg in der Traditionslinie von mehr als 600 Jahren nach einer schriftlich überlieferten Benediktinerrezeptur destilliert und vertrieben wird.

## Geschichte

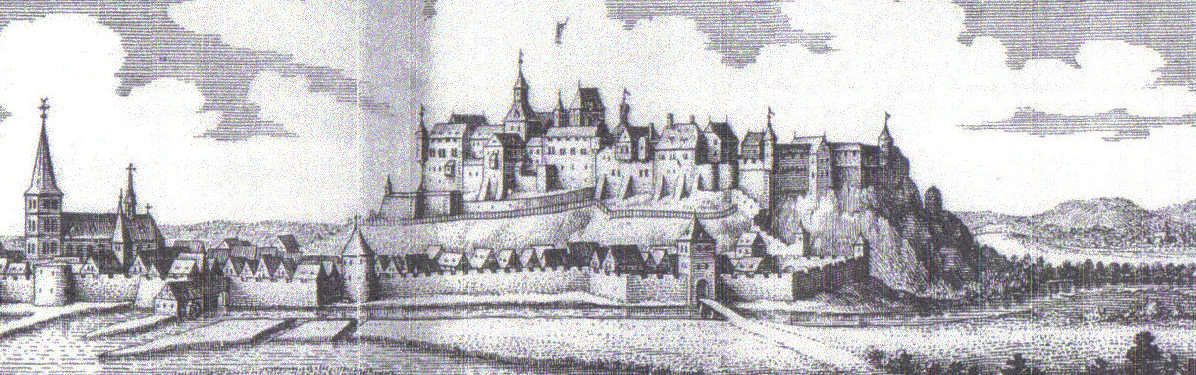
Produktionsstätte und Namensspender: Die Siegburger Abtei Sankt Michael im Mittelalter (Stahlstich Matthäus Merian)

Die Siegburger Abtei Sankt Michael wurde im Jahre 1064 von Benediktinermönchen auf dem Michaelsberg – damals Siegberg genannt – gegründet. Getreu der Ordensregel des Heiligen Benedikt: „Die Sorge für die Kranken ist die vorrangige und höchste Pflicht. Man diene ihnen wirklich wie Christus“ begannen die Mönche, im klostereigenen Garten Kräuter und Heilpflanzen anzubauen und zu verwerten. Zur Heilbehandlung und Gesundheitsförderung wurden hieraus zunächst Salben, Tees und Kräuterelexiere hergestellt; seit dem Jahr 1504 ist dann auch die Herstellung eines Bitterlikörs innerhalb der Siegburger Klostermauern nachweisbar. Zunächst ausschließlich auf die Behandlung von Kranken ausgerichtet, brachten die Benediktiner ihren Likör später auch in den Handel. Die Kräuterrezeptur wurde in den nächsten Jahrhunderten weiter verfeinert, und das Destillat erhielt durch den Zusatz von Zucker einen süß-würzigen Geschmack.
Nach der Aufhebung der Abtei infolge der Säkularisation im Jahre 1803 wurde der Likör bis zu ihrer Wiederbesiedelung im Jahre 1914 durch die Siegburger Drogisten Richarz und Heinen destilliert und vertrieben. Nach anschließendem langjährigen Produktionsstillstand wurde die Likörrezeptur im Jahr 1952 wieder aufgefunden, und die Benediktiner nahmen die eigene Herstellung innerhalb der Klostermauern wieder auf.
Im Jahr 2011 löste sich der Benediktinerkonvent auf, und die Produktion des Likörs wurde zunächst eingestellt.

## Heutige Situation

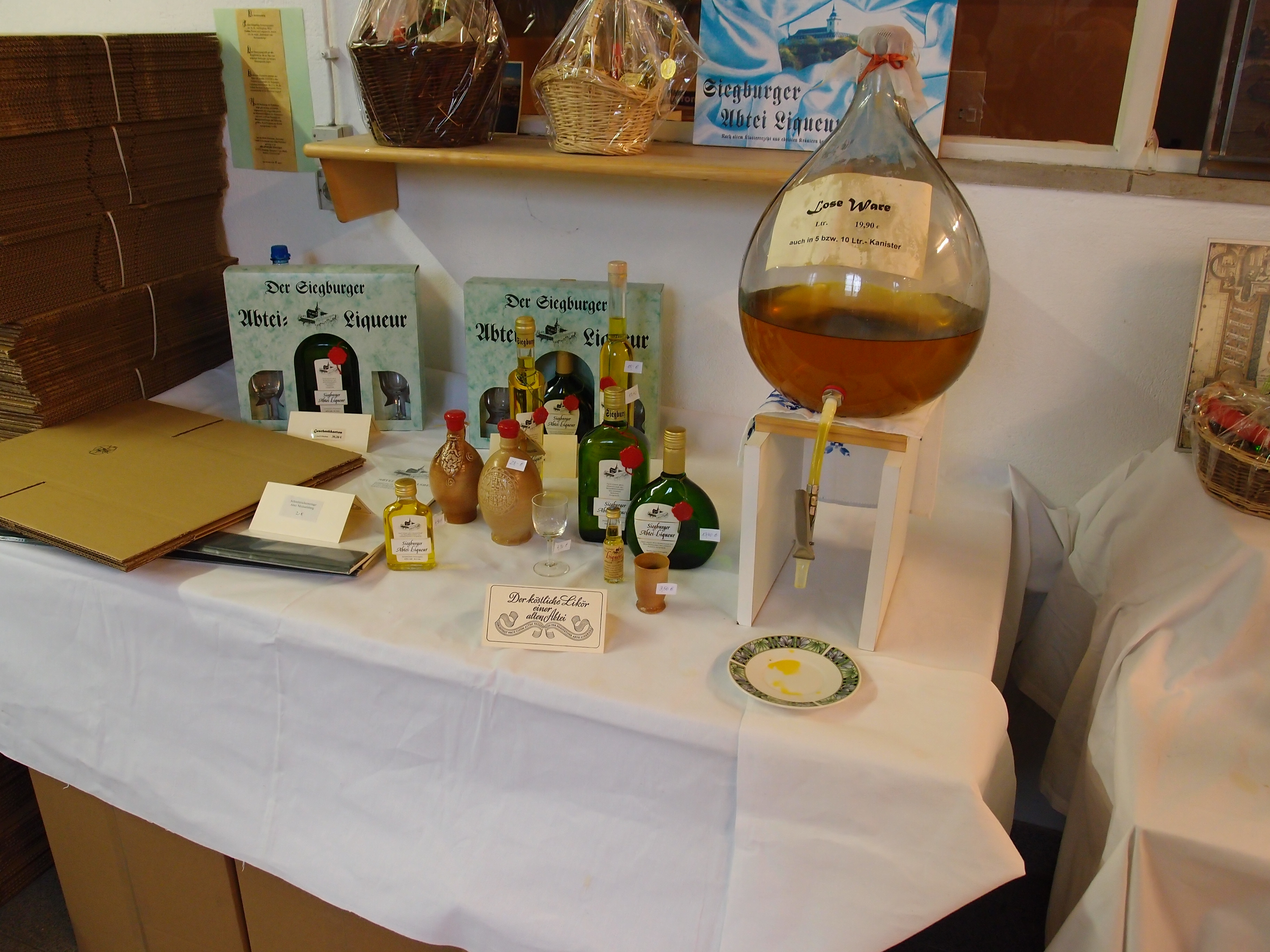
Produktsortiment (Teilansicht)

Nach Bekanntwerden der Auflösung der Abtei in Siegburg bewarben sich Unternehmen aus dem gesamten Bundesgebiet um die Lizenz zur Fortführung der Likörproduktion. Nach dem Auszug der Mönche im Jahr 2011 wurden die Lizenzrechte von den Brüdern Bernd und Rüdiger Kranz, den Geschäftsführern des Siegburger Kranz Parkhotels, im Jahr 2012 unter dem Firmennamen Abtei-Liqueur Siegburg GmbH übernommen, und die Herstellung des Siegburger Abtei-Liqueurs wird seitdem an alter Stätte innerhalb der historischen Mauern des vormaligen Benediktinerklosters fortgesetzt. Jährlich werden etwa 12.000 Liter Likör hergestellt und über ausgesuchte Fachgeschäfte oder den firmeneigenen Online-Shop vertrieben, aber auch direkt im Liqueurkeller auf dem Michaelsberg – unmittelbar neben der Produktions- und Abfüllanlage – kann man den Siegburger Abtei-Liqueur verkosten und erwerben.
Siegburger Abtei-Liqueur ist als eingetragene Bild-/Wortmarke der Abtei-Liqueur Siegburg GmbH beim Deutschen Patent- und Markenamt geschützt. Der ursprüngliche Hinweis auf dem Flaschenetikett „Nach einem alten Klosterrezept aus edelsten Kräutern von den Mönchen der Benediktinerabtei hergestellt“ wurde umgetextet in „Nach einem alten Klosterrezept der Benediktinerabtei aus edelsten Kräutern hergestellt“, da die Mönche nach ihrem Auszug aus der Abtei nicht mehr mit der Likörherstellung befasst sind.
Siegburger Abtei-Liqueur wird heute als süß-würziger Kräuterlikör bevorzugt zum Kaffee, als Digestif oder in Cocktails getrunken.

## Rezeptur
Das Rezept zur Herstellung des Siegburger Abtei-Liqueurs wird streng geheim gehalten und wurde von den Benediktinern über sechs Jahrhunderte auf zwanzig Seiten schriftlich dokumentiert und fortgeschrieben. In seiner heutigen Zusammensetzung besteht die Spirituose aus neun unterschiedlichen und mit 96-prozentigem Alkohol angesetzten Kräutern. Zu diesen Gewürzkräutern gehören unter anderem Koriander, Angelikawurzel, Gewürznelken und Muskatblüten. Der Kräuterauszug wird anschließend mit Zucker verfeinert. Der Alkoholgehalt beträgt 42 % vol. Seine intensive und markante Gelbfärbung erhält der Abtei-Liqueur durch Safran; eine verdauungsfördernde Wirkung wird insbesondere durch den verwendeten Koriander erzielt.
Abweichend von der Originalrezeptur wird seit einigen Jahren zusätzlich ein Siegburger Abtei-Liqueur auf den Markt gebracht, der mit einem Edeldestillat (Weinbrand) gemischt wird; dieser Likör enthält als Endprodukt 40 % vol. Alkohol.

## Fotos

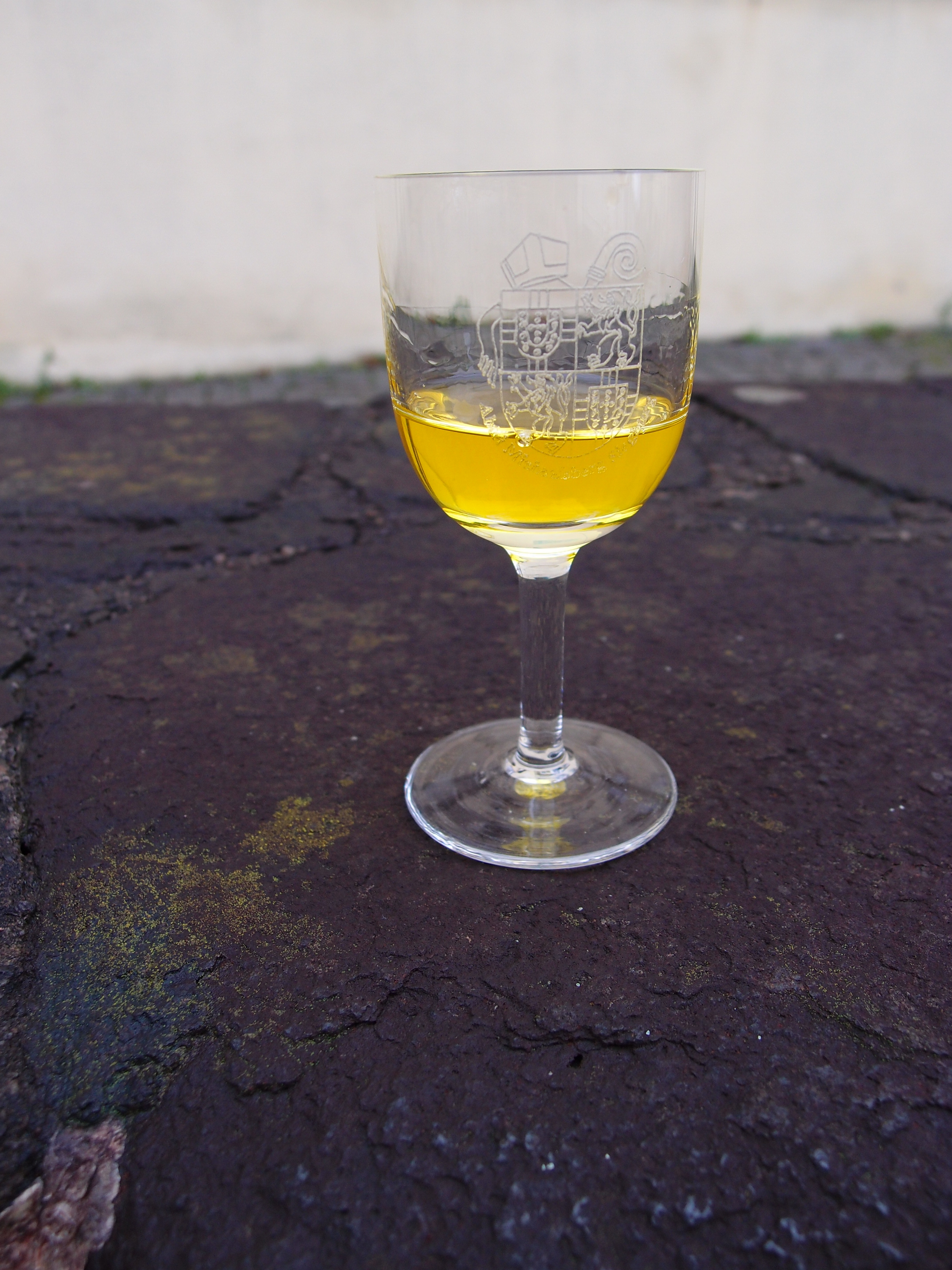
Siegburger Abtei-Liqueur im Originalglas
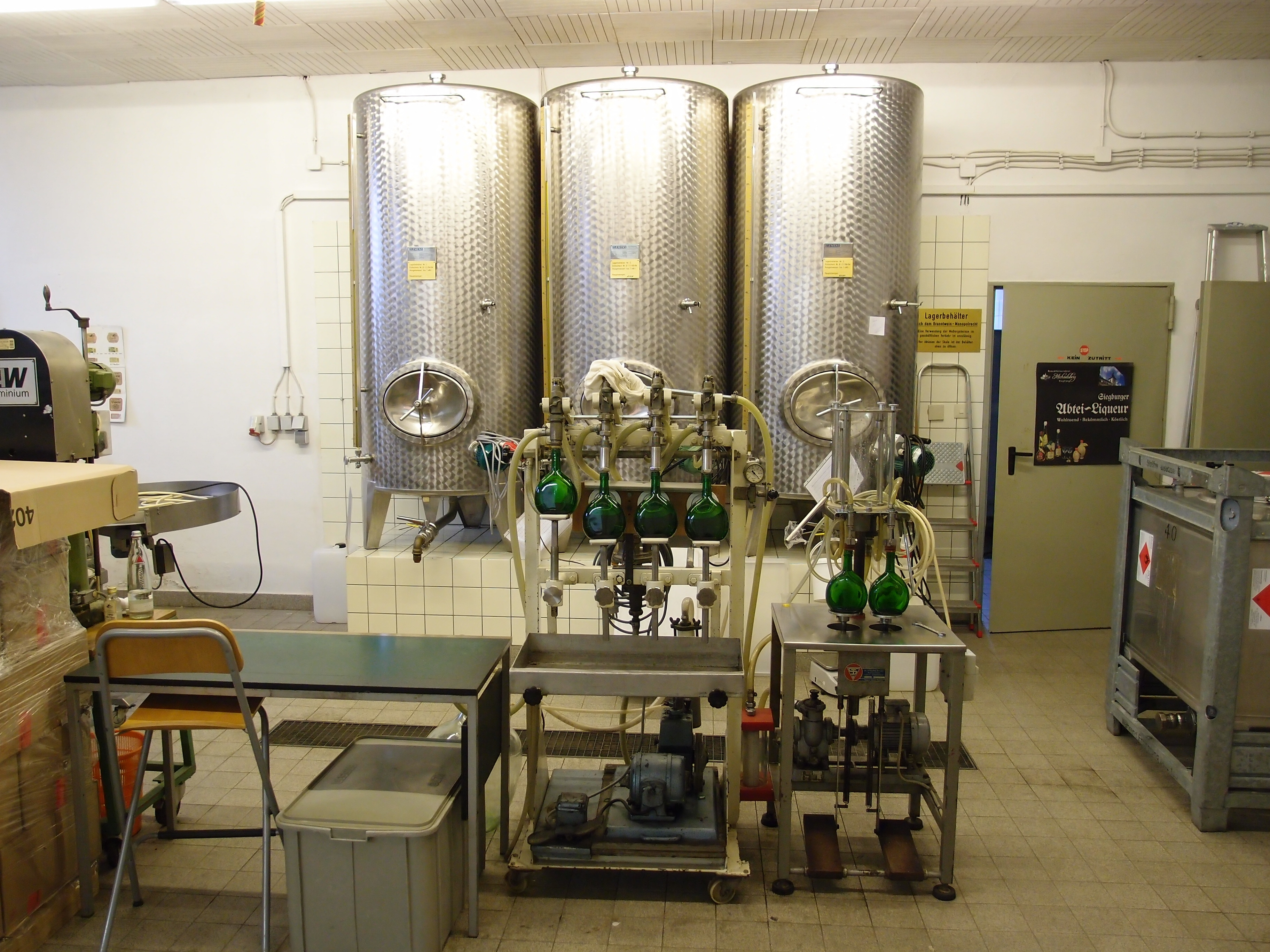
Produktions-/Abfüll-anlage (Teilansicht)
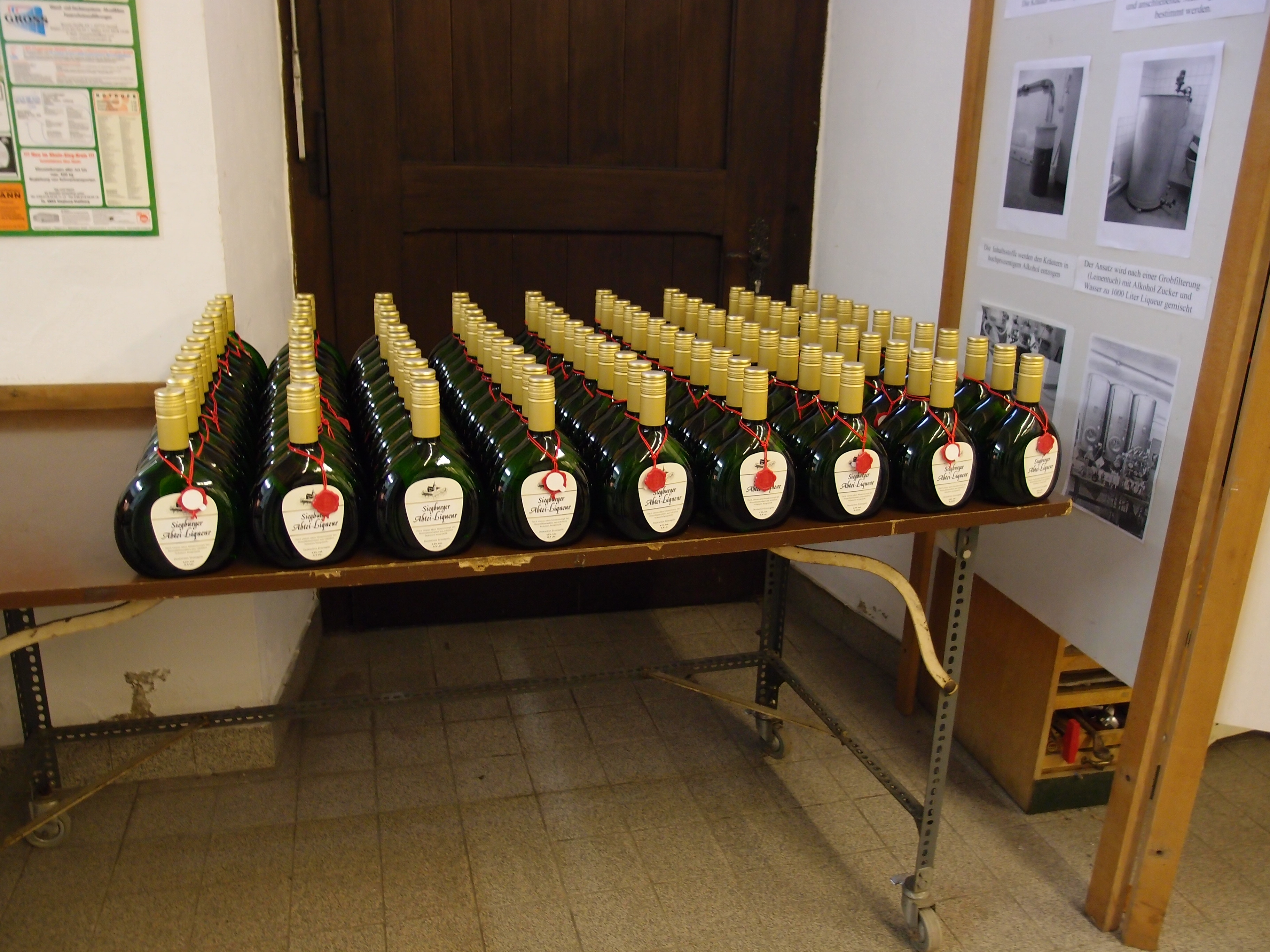
Abgefüllte Flaschen
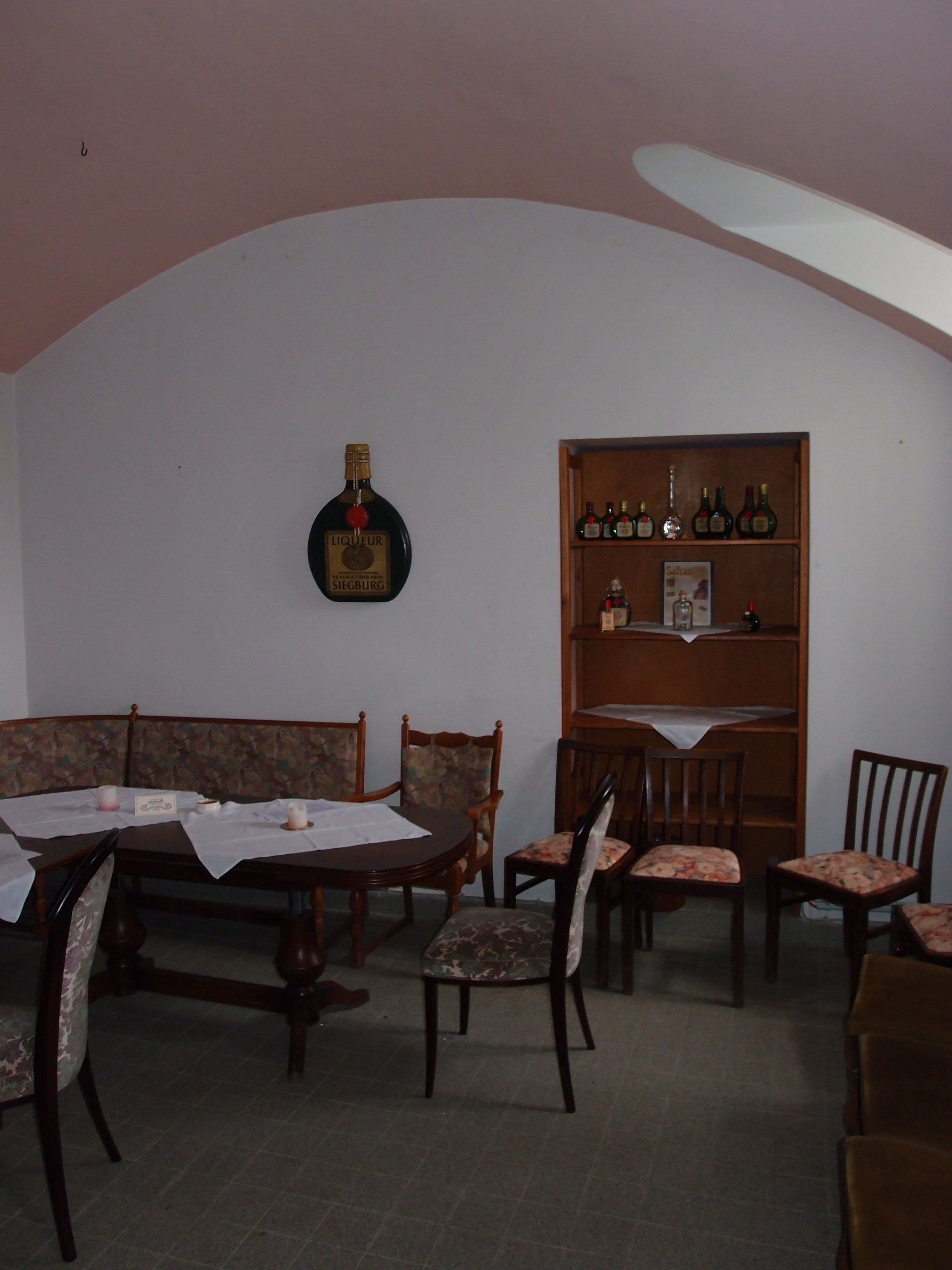
Probierstube (Teilansicht)